# Медичний університет у Лодзі
51°46′11″ пн. ш. 19°27′14″ сх. д. / 51.76972° пн. ш. 19.45389° сх. д.
Медичний університет в Лодзі (пол. Uniwersytet Medyczny w Łodzi) — медичний заклад вищої освіти у польському Лодзі, заснований у 1945 році.
Заснований у 1945 році як Медична школа. У 1950 році реорганізований в Академію медицини, у 1957 році — у Військово-медичну академію.
У сучасній формі розпочав свою діяльність 1 жовтня 2002 року. Створений шляхом злиття — відповідно до Розпорядження міністерства освіти від 27 липня 2002 року про створення Медичного університету в Лодзі — двох закладів у Лодзі: Медичної (1950) та Військово-медичної академій (1957). Його витоки йдуть від медичного факультету Лодзького університету, що функціонував у 1945–1949 роках .
Відповідно до вебметричного рейтингу світових університетів за 2013 рік, підготовленого іспанським інститутом «Consejo Superior de Investigaciones Científicas», університет посів 7 місце в Польщі серед медичних закладів освіти, а у світі 2707-те серед усіх типів університетів.

## Структурні підрозділи та напрямки підготовки
Університет здійснює фахову підготовку медичних кадрів як цивільного, так і військового спрямування за шістнадцятьма напрямками підготовки на п'яти факультетах:
- Фармацевтичний факультет
  - Лабораторна діагностика
  - Фармація
  - Косметологія
- Факультет біомедичних наук та післядипломної освіти
  - Біотехнологія
  - Електрорадіологія
- Факультет лікувальної справи
  - Лікувальна справа
  - Стоматологія
  - Зубна техніка
- Факультет наук про здоров'я
  - Дієтологія
  - Сестринська справа
  - Акушерство
  - Парамедицина
  - Громадське здоров'я
- Факультет військової медицини
  - Фізична реабілітація
  - Лікувльна справа
  - Медичні програми Міністерства національної оборони.

## Почесні професори
- Францішек Кокот
- Лонгін Маряновський
- Антоній Габрилевич
- Анджей Щеклік
- Герберт Будка
- Анджей Тарковський
- Анджей Курнатовський
- Ришард Григлевський
- Тадеуш Толлочко
- Мацей Гембіцький.

|                      |
| Collegium Anatomicum |

|                                        |
| Музей військово-медичної служби Польщі |

|                                   |
| Центральна клінічна лікарня Лодзі |

|                            |
| Університетська лікарня №2 |

|                            |
| Університетська лікарня №1 |